# Westbrook (Teksas)
Westbrook – miasto w Stanach Zjednoczonych, w stanie Teksas, w hrabstwie Mitchell.